# Região Metropolitana de Kalisz-Ostrów
Região Metropolitana de Kalisz-Ostrów (em polonês/polaco: Aglomeracja kalisko-ostrowska) é uma aglomeração bicêntrica na parte sudeste da voivodia da Grande Polônia, em Wysoczyzna Kaliska.
Dependendo do conceito e dos critérios adotados para delimitação de áreas, o número de pessoas que vivem na aglomeração varia em torno de 318,4 mil até 409,3 mil pessoas.
As cidades centrais da aglomeração são Kalisz e Ostrów Wielkopolski, que são centros de serviços e industriais com funções de ordem superior no campo da cultura, ensino superior, proteção da saúde e funções econômicas. As restantes cidades da aglomeração são Koźminek, Nowe Skalmierzyce, Odolanów, Opatówek e Raszków.
A aglomeração é dominada pelas indústrias de alimentos, têxteis e vestuário.
As cidades centrais da aglomeração também são os principais centros do Distrito Industrial Kalisz-Ostrowski.

## História

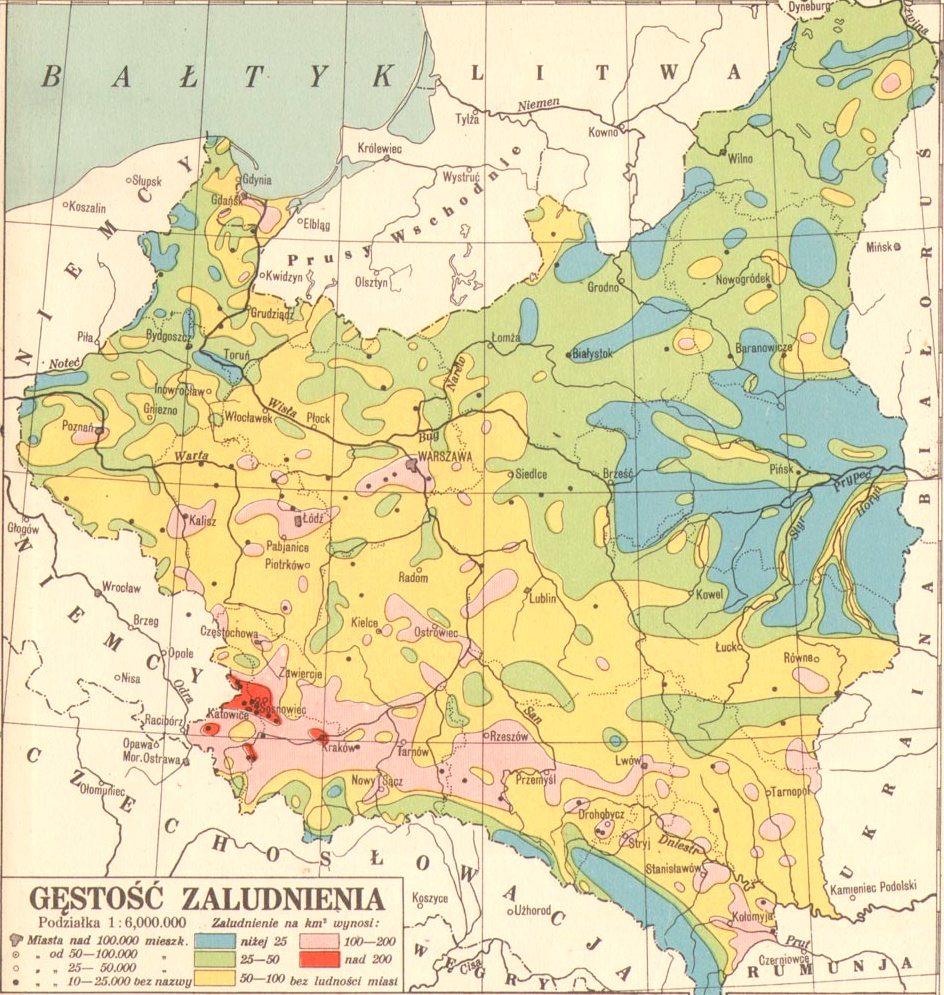
Polônia, densidade populacional (1930)

Já na década de 1930, a área em torno de Kalisz era caracterizada por uma alta densidade populacional. Apesar da destruição de Kalisz em 1914, a população da cidade aumentou rapidamente. Em 1926, a densidade populacional era de 7 746 habitantes/km², o que colocava Kalisz na terceira posição no país, atrás de Varsóvia e Łódź.
O complexo da cidade de Kalisz começou a se formar no final da década de 1970, quando após a criação da voivodia de Kalisz (1975), a vizinha Ostrów Wielkopolski desenvolveu-se rapidamente. A principal faixa de urbanização da aglomeração foi então determinada (Kalisz-Nowe Skalmierzyce-Ostrów Wielkopolski; a chamada KOS) e no sistema de assentamento do país, a aglomeração foi um centro de crescimento de importância nacional..

## Cooperação de governos locais
Em 19 de fevereiro de 2008, na Sala de Recepção da Prefeitura de Kalisz, 22 representantes de governos locais celebraram um Acordo oficial de cooperação entre os governos locais da aglomeração Kalisz-Ostrów.
O acordo cobre a área de 20 comunas: Kalisz, 11 comunas do condado de Kalisz e 8 comunas do condado de Ostrów Wielkopolski.